# Neyraudia reynaudiana
Neyraudia reynaudiana là một loài thực vật có hoa trong họ Hòa thảo. Loài này được (Kunth) Keng ex Hitchc. mô tả khoa học đầu tiên năm 1934.